# 金塔龍屬

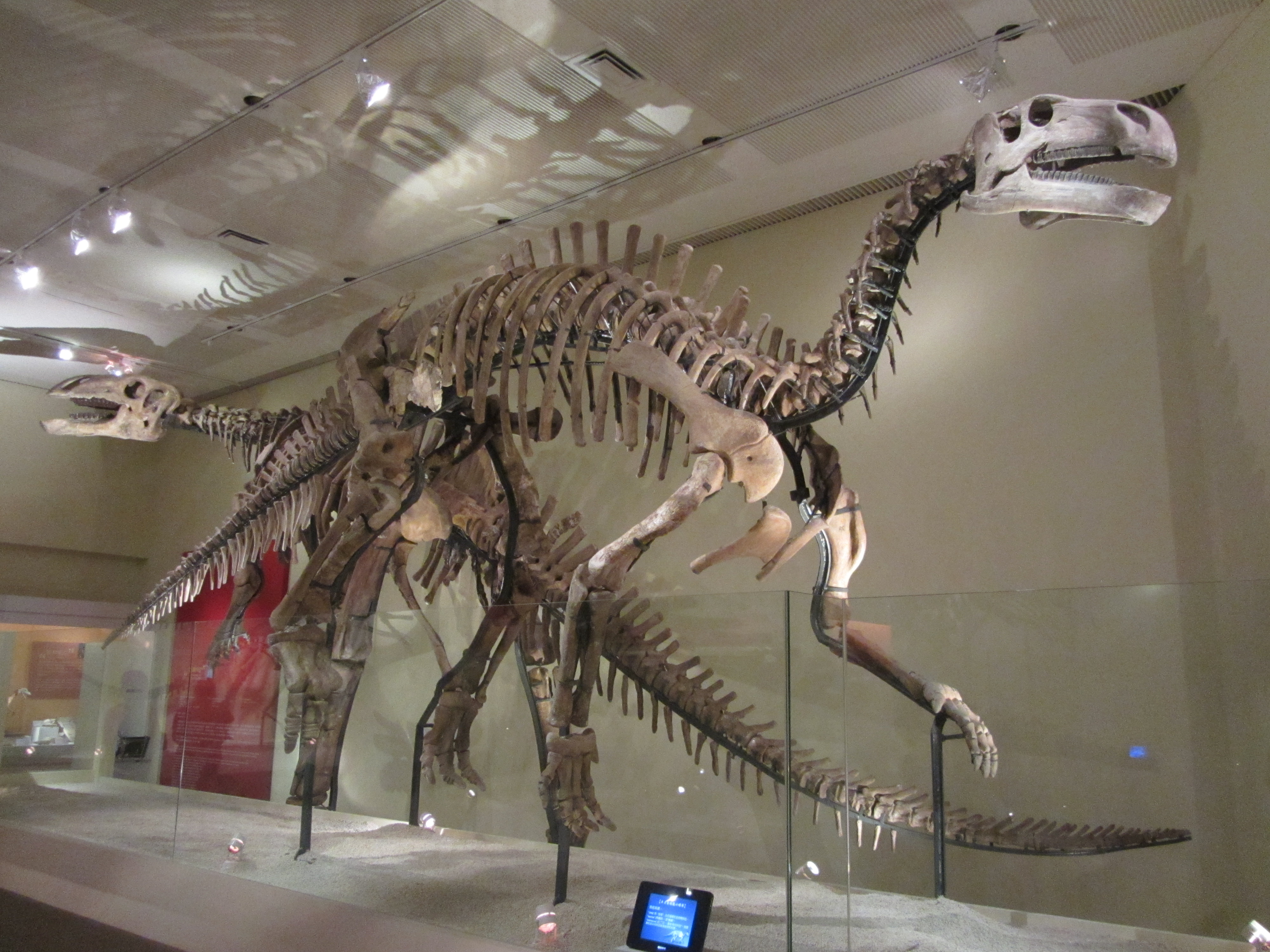
半月金塔龍（前）與巨齒蘭州龍（後）骨架

金塔龍屬（學名：Jintasaurus）是鳥腳下目鴨嘴龍形類恐龍的一屬，生存於白堊紀早期的中國，2006年化石發現於甘肅省金塔縣的新民堡群。模式種是半月金塔龍（J. meniscus），是在2009年由尤海魯、李大慶所敘述、命名。屬名意為「金塔縣的蜥蜴」，而種名則是指枕部半月形的枕骨側突和枕髁。尤海魯等人提出，新民堡群還有發現另外兩種原始鴨嘴龍類，諾曼馬鬃龍及日倫敘五龍，這顯示鴨嘴龍類可能是源自於亞洲。

## 外部連結
- （中文）半月金塔龍 （页面存档备份，存于）